# Podział Lancefield
Podział Lancefield - jest to dawny, ale wciąż popularny podział paciorkowców (Streptococcus) opierający się na wytwarzaniu przez te drobnoustroje wielocukru C (nazwa pochodzi od angielskiego słowa carbohydrate) wchodzącego w skład ściany komórkowej. Klasyfikację wprowadziła Rebecca Lancefield w 1933 roku. Wielocukier ten jest różny w zależności od gatunku bakterii, przy czym nie wszystkie paciorkowce go wytwarzają. W chwili wprowadzenia podziału znano wyłącznie bakterie z grupy A - E.
| Nazwa                                                                                                   | Grupa serologiczna | Nazwa                                                                                 | Grupa serologiczna |
| Streptococcus pyogenes                                                                                  | A                  | Streptococcus agalactiae, Streptococcus halichoeri                                    | B                  |
| Streptococcus dysgalactiae, Streptococcus equisimilis, Streptococcus equi, Streptococcus zooepidermicus | C                  | Streptococcus equinus, Enterococcus faecium, Streptococcus avium, Streptococcus bovis | D                  |
| Streptococcus salivarius                                                                                | K                  |                                                                                       |                    |

Należy zauważyć, że gatunki S. pneumoniae, S. mitis, S. thermophilus, S. acidominimus oraz S. uberis nie wytwarzają wielocukru i nie mogą być klasyfikowane według powyższego podziału.